# Vivaç

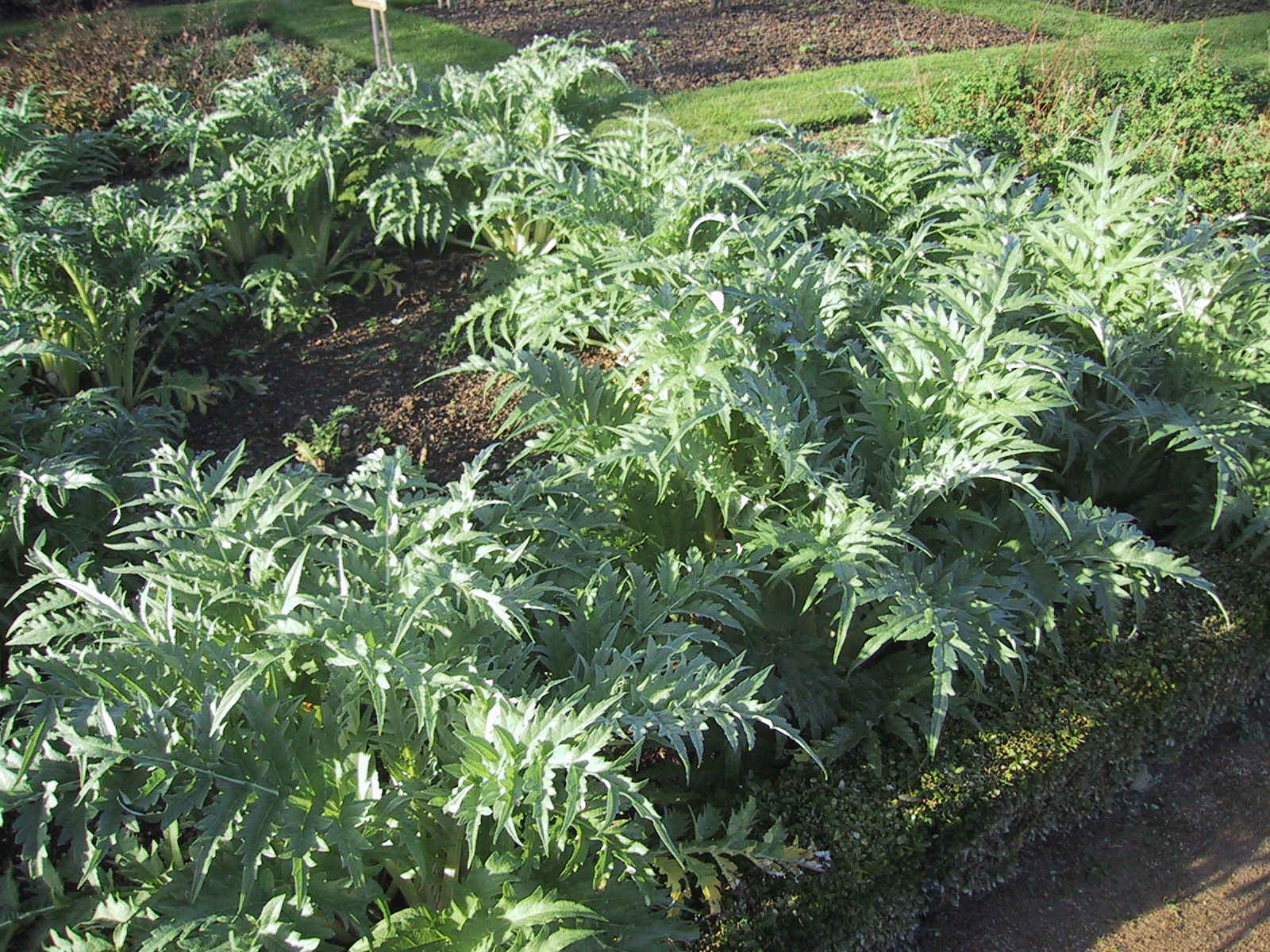
Carxoferes durant el període climàticament favorable

Vivaç és un terme de la botànica que defineix aquella planta perenne en què els òrgans aeris són anuals.
Aquests tipus de plantes passen el període desfavorable de l'any en forma de rizomes, tubercles, bulbs o altres òrgans subterranis. Generalment resten amb les gemmes enterrades per sota terra o bé al nivell de terra.
En agricultura, la carxofera és un exemple de planta vivaç. Com que es tracta d'una planta originària de climes mediterranis, el període desfavorable és l'estiu moment en què s'asseca completament la part aèria i la part subterrània rebrota a la tardor quan hi torna a haver humitat.